# 凯西·尼亚坎
凯西·尼亚坎（1977年—）是一位美国发育生物学家，2016年成为世界上第一位获得监管批准编辑人类胚胎基因组用于研究的科学家。